# Trabitz
Trabitz est une commune de Bavière (Allemagne), située dans l'arrondissement de Neustadt an der Waldnaab, dans le district du Haut-Palatinat.
Le Stopselclub Trabitz est situé dans cette ville.